# La Source (album de Nâdiya)
Pour les articles homonymes, voir La Source.
Albums de Nâdiya
Nâdiya
(2006) Électron libre
(2008)
Singles
1. Vivre ou survivre
Sortie : 12 novembre 2007
2. À mon père
Sortie : 1 mars 2008

La Source est le premier best-of de la chanteuse française Nâdiya, sorti le 9 novembre 2007. Il contient 5 titres inédits.

## Titres
| No  | Titre                                                 | Auteur                                                          | Durée |
| --- | ----------------------------------------------------- | --------------------------------------------------------------- | ----- |
| 1.  | La Source                                             | Nâdiya                                                          | 0:29  |
| 2.  | Vivre Ou Survivre                                     | Charlie Idounda, Thierry Gronfier                               | 3:51  |
| 3.  | Comment Oublier (featuring Jio)                       | Thierry Gronfier, Géraldine Delacoux, Hector Zounon             | 3:51  |
| 4.  | Tous Ces Mots (featuring Smartzee)                    | Géraldine Delacoux, Thierry Gronfier                            | 3:37  |
| 5.  | Amies-Ennemies (Radio Edit)                           | Géraldine Delacoux, Thierry Gronfier                            | 3:57  |
| 6.  | Corrida                                               | Nâdiya, Mehdy Boussaïd, Stevie H, Thierry Gronfier, Luc Roubaud | 3:10  |
| 7.  | El Hamdoulilah                                        | Laura Mayne, Kebrat                                             | 4:02  |
| 8.  | Et C'est Parti (featuring Smartzee, Extended Version) | Nâdiya, Mehdy Boussaïd, Hector Zounon, Thierry Gronfier         | 4:56  |
| 9.  | Roc                                                   | Mehdy Boussaïd, Thierry Gronfier, Géraldine Delacoux            | 3:36  |
| 10. | Cheyenne (Squal Remix)                                | Géraldine Delacoux, FBcool, SDO                                 | 3:34  |
| 11. | Si Loin De Vous (Extended Version)                    | Mehdy Boussaïd, Loualalen, Thierry Gronfier                     | 4:26  |
| 12. | A Mon Père (en duo avec Idir)                         | Nâdiya, Géraldine Delacoux, René De Wael                        | 3:31  |
| 13. | Parle-Moi (Extended Version)                          | Géraldine Delacoux, Thierry Gronfier                            | 5:07  |
| 14. | Signes (Extended Radio Mix)                           | Nâdiya, Mehdy Boussaïd, Thierry Gronfier                        | 3:39  |
| 15. | Inch'Allah                                            | Géraldine Delacoux, Nâdiya, René De Wael                        | 4:32  |

## Singles extraits
- Vivre ou survivre (2007)
- À mon père (2008)